# École nationale supérieure de techniques avancées Bretagne
Fundada em 1971, a École nationale supérieure de techniques avancées Bretagne (ou ENSTA Bretagne) é uma escola de engenharia, instituição de ensino superior público localizada na cidade do Brest, França.
A ENSTA Bretagne está entre as mais prestigiadas grandes écoles de 
Engenharia da França, assim como todas as escolas do grupo ENSTA. ENSTA Bretagne é uma parte do Grupo ENSTA, do qual também fazem parte as ENSTA ParisTech.